# Demone (singolo)
Demone è un singolo del rapper italiano MamboLosco, pubblicato il 2 aprile 2021.

## Tracce
1. Demone – 2:41

## Classifiche
| Classifica (2021) | Posizione massima |
| ----------------- | ----------------- |
| Italia            | 81                |